# آنتونیوس بونز
آنتونیوس بونز (هلندی: Antonius Bouwens; ۲۲ مهٔ ۱۸۷۶ – ۲۸ مارس ۱۹۶۳) ورزشکار اهل هلند بود.
وی در مسابقات کشوری و بین‌المللی در مجموع برندهٔ ۱ مدال برنز شده‌است.